# Куп Мађарске у фудбалу 1926/27.
Куп Мађарске у фудбалу 1926/27. (мађ. 1926–1927-es magyar labdarúgókupa) је било 10. издање серије, на којој је екипа Ференцвароша тријумфовала по 3. пут. 

## Четвртфинале
| 1. екипа       | Резултат | 2. екипа           |
| -------------- | -------- | ------------------ |
| ФК Ференцварош | 6 : 1    | ФК Вашаш           |
| Будим 33       | 4 : 3    | ФК Шабарија        |
| ФК Ујпешт      | 6 : 3    | ФК Трећи округ ТВЕ |
| Башча          | 2 : 1    | Кишпешт            |

## Полуфинале
| 1. екипа       | Резултат      | 2. екипа |
| -------------- | ------------- | -------- |
| ФК Ференцварош | 4 : 2 (0 : 1) | Будим 33 |
| ФК Ујпешт      | 4 : 1 (0 : 1) | Башча    |

## Финале
| ФК Ференцварош                           | 3 : 0    | ФК Ујпешт |
| ---------------------------------------- | -------- | --------- |
| Јожеф Турај 77’, 81’ · Мартон Букови 89’ | Извештај |           |